# Мінуччано
Мінуччано (італ. Minucciano) — муніципалітет в Італії, у регіоні Тоскана,  провінція Лукка.
Мінуччано розташоване на відстані близько 320 км на північний захід від Рима, 95 км на північний захід від Флоренції, 45 км на північний захід від Лукки.
Населення — 2115 осіб (2014).

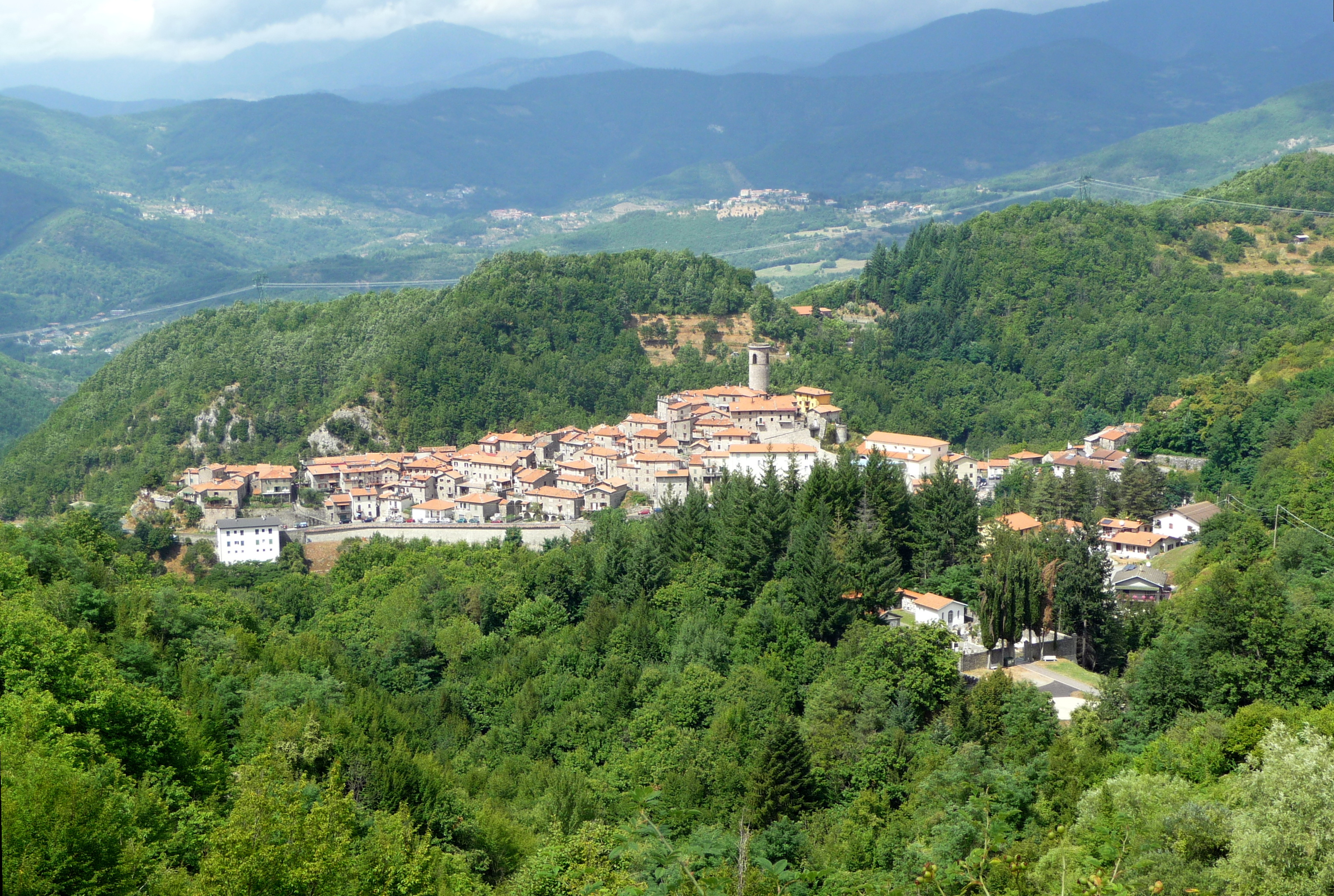

Щорічний фестиваль відбувається 29 вересня. Покровитель — святий Архангел Михаїл.

## Демографія
Населення за роками:

Станом на 1 січня 2023 року в муніципалітеті офіційно проживало 45 іноземців з 12 країн, серед них 17 громадян країн Євросоюзу та 3 громадяни України.

## Сусідні муніципалітети
- Кампорджано
- Казола-ін-Луніджана
- Фівіццано
- Сіллано-Джункуньяно
- Масса
- П'яцца-аль-Серкьо
- Вальї-Сотто